# Amaya Gastaminza
Amaya Gastaminza Ganuza (27 de febrero de 1991, Pamplona) es una jugadora española de baloncesto profesional que juega en el Gran Canaria 2014. Internacional en categorías inferiores, su título más importante ha sido una Euroliga lograda en el año 2011 con el Perfumerias Avenida de Salamanca. Actualmente juega para Peñarol de Mar del Plata la SuperLiga Argentina.

## Trayectoria
- 2005-09 Segle XXI (Categorías Inferiores)
- 2010-11 Perfumerias Avenida Baloncesto
- 2011-12 Txingudi SBE
- 2012-13 Beroil Ciudad de Burgos
- 2013-14 CB Conquero
- 2014-15 Gran Canaria 2014
- 2015 Peñarol de Mar del Plata

## Palmarés

### Selección Española
- Plata Europeo U16 2007 (Letonia)
- Oro Europeo U18 2009 (Suecia)
- Plata Mundial U19 2009 (Tailandia)
- Plata Europeo U20 2010 (Letonia)
- Oro Europeo U20 2011 (Serbia)

### Clubes
- Liga Femenina: 2010-11.
- Supercopa de España: 2010.
- Euroliga Femenina: 2010-11.